# Summer (Elektrik)

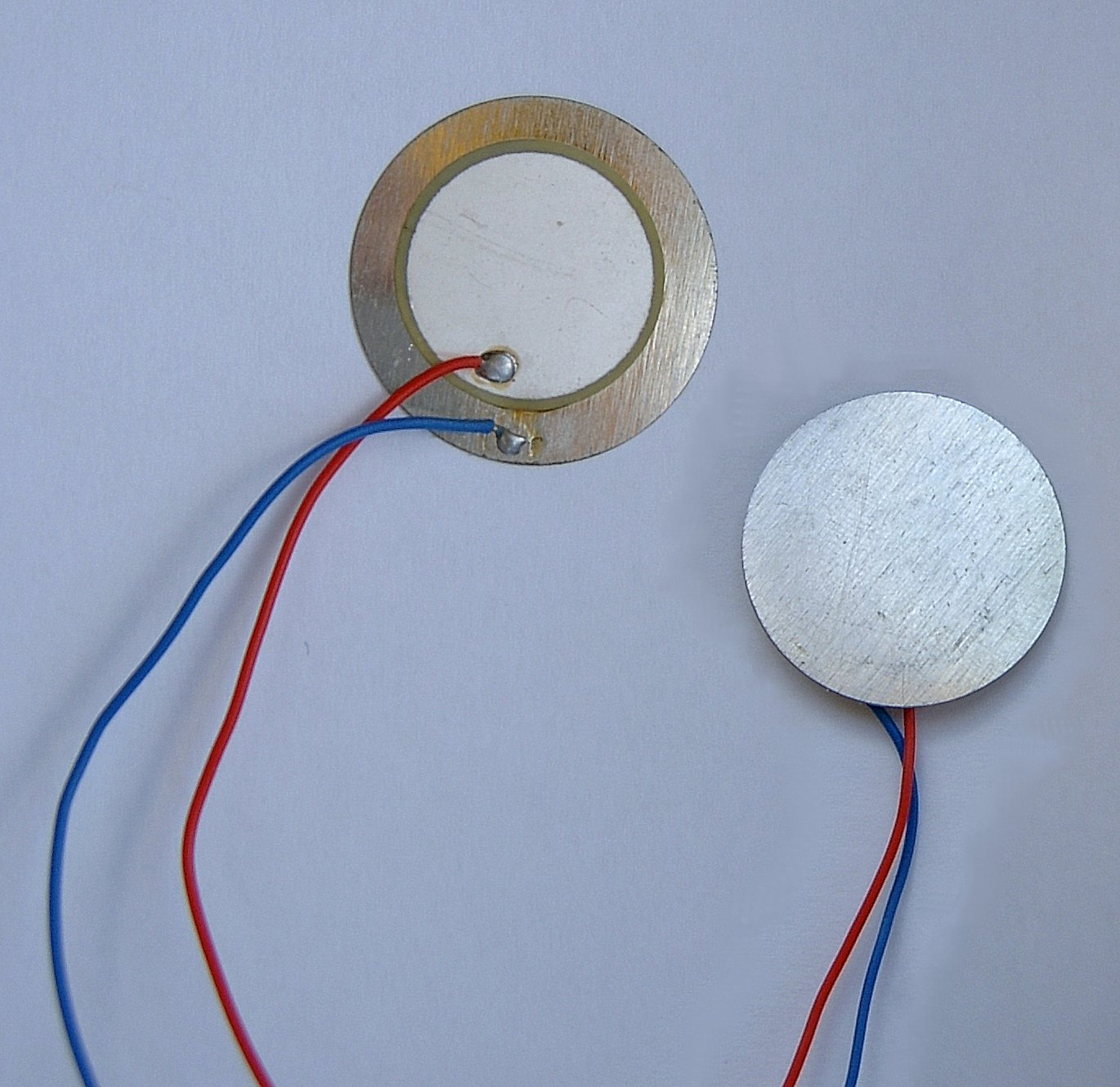
Piezoschallwandler

Schaltzeichen

Ein Summer – auch Buzzer (entlehnt aus dem englischen buzzer, für „Summer“) oder Pieper genannt – ist ein elektrisch angesteuerter Akustik-Signalgeber, der einen Summ- oder (je nach Tonhöhe) auch Piepton erzeugen kann.

## Weitere Einzelheiten
Manche dieser Signalgeber arbeiten elektromagnetisch, andere, höher tönende Geber bestehen aus einem Piezoschallwandler.
Elektromagnetisch arbeitende Summer verwenden entweder eine netzfrequente Wechselspannung mit einer darauf abgestimmten Membran oder sie arbeiten nach dem Prinzip des Wagnerschen Hammers wie eine Hupe.
Piezoschallwandler werden durch eine Wechselspannung im Bereich von 10 Volt bis über 100 V angesteuert und können in einem sehr engen Frequenzbereich laute Töne abgeben. Der Wandler stellt dabei eine elektrische Kapazität im Bereich von 100 nF dar und bedarf zur Ansteuerung entsprechender elektronischer Treiber. Die Wandler werden meist zur akustischen Signalisierung eingesetzt; sie sind auf Grund des engen Wiedergabe-Frequenzbereiches kaum zur Sprach- oder Musikwiedergabe geeignet.
Bis in die 1990er Jahre wurden solche Schallwandler in elektronischen Spielkonsolen sowie in Personal Computern verwendet, wo sie später mehr und mehr durch den Systemlautsprecher ersetzt wurden. Sie fanden und finden zudem in Bereichen Anwendung, in denen preiswert laute Töne erzeugt werden müssen, wie beispielsweise als elektronisches Läutwerk in Festnetztelefonen, als Signaltongeber in Mikrowellenherden oder als Signalhorn zur Gefahrenwarnung in der Industrie-Automatisierung.
Der Begriff „Buzzer“ wurde ursprünglich wohl in Fernseh-Spielsendungen – und davon abgeleitet auch im Spiel Buzz! – verwendet, in denen anfänglich noch Notausschalter verwendet wurden, mit denen zum Beispiel ein Spieler das Antwortrecht erhalten oder eine Spielleitung (englisch die Jury) einen Einwand, einen Abbruch oder Ähnliches herbeiführen konnte. Beim Betätigen wurde dabei meist ein kurzer und sehr lauter Summton eingespielt.

## Belege und Anmerkungen
1. ↑  wohl entlehnt aus dem englischen beeper, vergleiche auch Wiktionary:de:Beep und Wiktionary:de:Piep